# Gahnia novocaledonensis
Gahnia novocaledonensis là loài thực vật có hoa trong họ Cói. Loài này được Benl mô tả khoa học đầu tiên năm 1940.